# Deux poids, deux mesures

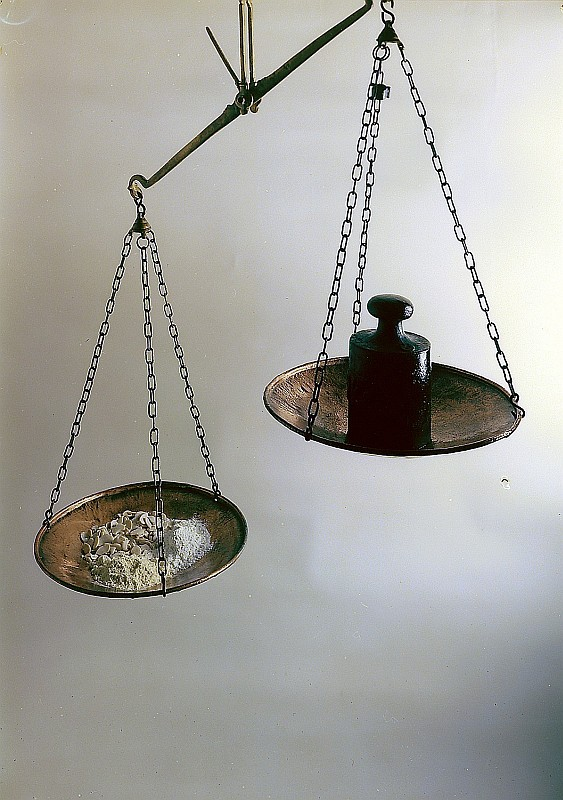
L'utilisation d'une balance nécessite de connaître le poids exact du peson.

L'expression « deux poids, deux mesures », ou par anglicisme « double standard », signifie juger deux choses analogues avec partialité, selon des règles différentes. Elle implique donc un sens de la justice à géométrie variable, trop dicté par les circonstances, le hic et nunc, et qui résulte en une inégalité de traitement. 
L'expression antonyme méliorative est un poids, une mesure. Elle décrit le principe d'impartialité revenant à refuser l'arbitraire.

## Origine de l'expression
Dans l'Ancien Régime en France, faire quelque chose avec poids et mesure était synonyme d'une extrême circonspection et d'un travail bien fait. Le deux poids, deux mesures est une allusion aux nombreuses unités de poids et de mesures disparates qui existaient selon les régions, ce qui favorisait la fraude et les escroqueries. En France, avant l'uniformisation métrique établie par le décret du 1er vendémiaire an IV (le 23 septembre 1795 pendant la Révolution), la diversité croissante des anciennes unités de mesure françaises était devenue symbole d'injustice. Il était aisé de tromper son prochain en utilisant des pesons légèrement plus lourds ou plus légers que les pesons officiels, modifiant ainsi le nombre de pesons nécessaires et donc le prix d'une transaction. La locution dénote donc une démarche sciemment malveillante.
Même si l'expression en toutes lettres n'y est pas présente, la notion est exposée sous forme d'injonction dans le Deutéronome, rédigé vers le VIIe siècle av. J.-C. :

« Tu n’auras point dans ton sac deux sortes de poids, un gros et un petit. Tu n’auras point dans ta maison deux sortes d’épha, un grand et un petit. Tu auras un poids exact et juste, tu auras un épha exact et juste, afin que tes jours se prolongent dans le pays que l’Éternel, ton Dieu, te donne. Car quiconque fait ces choses, quiconque commet une iniquité, est en abomination à l’Éternel, ton Dieu. »

— Deutéronome 25:13-14
La même condamnation prend une forme lapidaire dans le livre des Proverbes, composé du VIe au IVe siècle av. J.-C. : 

« Deux sortes de poids, deux sortes d’épha,
sont l’un et l’autre en abomination à l’Éternel. »

— Proverbes 20:10
La Fontaine, dans sa fable Les animaux malades de la peste parue en 1678, aura une réplique célèbre qui s'en rapproche : « Selon que vous serez puissant ou misérable, les jugements de cour vous rendront blanc ou noir ». Cette phrase souligne le deux poids et deux mesures suivant les inégalités de revenu ou de statut social. Elle se double d'une critique de la papauté chez Voltaire en 1751 qui utilise l'expression en toutes lettres dans Le Siècle de Louis XIV : « Il y a toujours deux poids et deux mesures pour tous les droits des rois et des peuples ; et ces deux mesures étaient au Vatican depuis que les papes influèrent sur les affaires de l’Europe. »
Ce concept est également illustré par le proverbe latin Quod licet Iovi, non licet bovi : « ce qui est permis à Jupiter ne l'est pas aux vaches », par référence à la mésaventure d'Io.

## Ledeux poids, deux mesuressociopolitique
Selon Éric Fassin, « L'inégalité de traitement ne suffit pas à caractériser la discrimination, encore faut-il que le critère qui la fonde soit illégitime. Établir le répertoire de la discrimination sous toutes ses formes n'a rien d'intemporel ou d'universel. Après tout, l'apartheid n'est pas si loin, et le seul suffrage masculin (1848-1944) pas si ancien. Bref, le partage entre une distinction légitime et une distinction illégitime ne cesse d'évoluer ».

### Féminisme
Un exemple historique du deux poids et deux mesures entre hommes et femmes dans la législation avait été présentée par Olympe de Gouges dans sa Déclaration des droits de la femme et de la citoyenne en septembre 1791, où elle soutenait que l'égalité des devoirs entraînait celle des droits, avec en particulier sa phrase célèbre : 

« La Femme a le droit de monter sur l’échafaud ; elle doit avoir également celui de monter à la Tribune. »

— Olympe de Gouges, Déclaration des droits de la femme et de la citoyenne (article X)
Un exemple du deux poids, deux mesures est le temps de parole et l'attention accordés respectivement aux filles et aux garçons à l'école. Celui-ci est généralement perçu comme équitable, mais en le mesurant, on constate que les garçons reçoivent deux fois plus d'attention et s'expriment deux fois plus que les filles.

## La duplicité de norme en matière d'emballage
Le Parlement européen a demandé à la Commission européenne et aux États membres de mettre fin à la duplicité consistant à mettre sur le marché, sous le même emballage, des produits dont la composition et la qualité diffèrent selon le pays de vente.